# Дигитална револуција
Дигитална револуција, такође позната као трећа индустријска револуција, је прелаз из механичке и аналогне електронске технологије на дигиталну електроникu, која је почела негде од краја 1950-их до краја 1970-их са прихватањем и ширењем дигиталних рачунара и дигиталних записа, који се наставља до данашњег дана. Имплицитно, овај термин се такође односи и на радикалне промене изазване дигиталним рачунарским и комуникацијским техникама у време (и након) друге половине 20. века. Аналогно аграрној револуцији и индустријској револуцији, дигитална револуција означава почетак информационог доба.
Главни аспекат ове револуције је масовна производња и широка примена дигиталних логичких кола, и њихових дериватних технологија, укључујући компјутере, дигиталне мобилни телефоне и интернет. Ове технолошке иновације претвориле су традиционалну производњу и пословне технологије.